# سبجال
سَبُجال أو (نقحرة: سابوجال) هي مدينة من مدن البرتغال. يبلغ عدد سكانها 12,544 نسمة وذلك حسب إحصائيات سنة 2011. تبلغ مساحتها 822.70 كم².

## أعلام
- مانويل أنطونيو بينا

## وصلات خارجية
- الموقع الرسمي